# Jeffersons de Rochester
Les Jeffersons de Rochester (en anglais : Rochester Jeffersons) étaient une franchise de la NFL (National Football League) basée à Rochester dans l'État de New York. 
Cette franchise NFL aujourd'hui disparue fut fondée vers 1908 comme une formation amateur. Elle évolue de 1920 à 1925 en NFL.